# Travis Brooks
Travis Neil Brooks (ur. 16 lipca 1980 w Melbourne) – australijski hokeista na trawie, dwukrotny medalista olimpijski.
Występuje w napadzie. W reprezentacji Australii debiutował w 2003. Brał udział w dwóch igrzyskach (IO 04, IO 08), na obu zdobywał medale: złoto w 2004 i brąz cztery lata później. W obu turniejach zdobył łącznie cztery gole. Z kadrą brał udział m.in. w mistrzostwach świata w 2006 (drugie miejsce), Commonwealth Games w tym samym roku (pierwsze miejsce) oraz kilku turniejach Champions Trophy (zwycięstwo w 2005 i 2008). W australijskich rozgrywkach klubowych grał m.in. w Victoria Vikings.